# Volby do Zastupitelstva města Zlína 2022
Volby do Zastupitelstva města Zlína v roce 2022 proběhly v rámci obecních voleb v pátek 23. a v sobotu 24. září 2022. Zlín měl pouze jeden volební obvod, zvoleno bylo celkem 41 zastupitelů. 

## Kandidátní listiny
V zákonném termínu podalo kandidátky 9 politických subjektů nebo volebních uskupení.
Lídrem hnutí ANO byl dosavadní primátor Jiří Korec, lídryní hnutí STAN pak jeho dosavadní náměstkyně Kateřina Francová. Jedničkou kandidátky ODS byl senátor Tomáš Goláň, společnou kandidátku KDU-ČSL a TOP 09 vedl dosavadní náměstek primátora a lidovec Vojtěch Volf. Lídrem dosud opozičního hnutí Zlín 21 byl Čestmír Vančura, jedničkou Pirátů byl Jiří Robenek. Naopak KSČM kvůli nedostatku mladších členů volby vynechala a kandidátku nepodala. Kandidátky podalo i hnutí SPD s lídrem Pavlem Sekulou a uskupení ROZHÝBEJME ZLÍN (tj. Trikolora a nezávislí kandidáti) s lídryní Pavlou Jahodovou. Poslední kandidátku podalo uskupení Zlín sobě s lídrem Pavlem Brábníkem, které bylo tvořeno ČSSD a nezávislými kandidáty.
| Číslo  |   | Volební strana                                        | Lídr/yně          | Počet hlasů | Hlasy v % | Mandáty | Bilance |
| ------ | - | ----------------------------------------------------- | ----------------- | ----------- | --------- | ------- | ------- |
| 1      |   | Občanská demokratická strana                          | Tomáš Goláň       | 152 431     | 15,74     | 7       | ▲ +4    |
| 2      |   | ROZHÝBEJME ZLÍN (tj. Trikolora a nezávislí kandidáti) | Pavla Jahodová    | 23 553      | 2,43      | 0       | ▼ -3    |
| 3      |   | Zlín sobě (tj. ČSSD a nezávislí kandidáti)            | Pavel Bráblík     | 20 725      | 2,14      | 0       | ▬ 0     |
| 4      |   | Česká pirátská strana                                 | Jiří Robenek      | 62 657      | 6,47      | 3       | ▬ 0     |
| 5      |   | Zlín 21                                               | Čestmír Vančura   | 164 582     | 16,99     | 7       | ▬ 0     |
| 6      |   | STAROSTOVÉ A NEZÁVISLÍ                                | Kateřina Francová | 70 952      | 7,33      | 3       | ▼ -6    |
| 7      |   | Svoboda a přímá demokracie (SPD)                      | Pavel Sekula      | 90 653      | 9,36      | 4       | ▲ +2    |
| 8      |   | ANO 2011                                              | Jiří Korec        | 309 655     | 31,97     | 14      | ▲ +5    |
| 9      |   | KDU-ČSL s podporou TOP 09 a nezávislých kandidátů     | Vojtěch Volf      | 73 369      | 7,57      | 3       | ▼ -2    |
| Celkem | — | —                                                     | —                 | 968 577     | —         | 41      | —       |

## Zvolení zastupitelé
Z voleb do zastupitelstva statutárního města vzešlo 41 zastupitelů a zastupitelek.
| Zastupitel(ka)          | Strana         | Počet hlasů | Pořadí        | Pořadí   | Poznámka |
| Zastupitel(ka)          | Strana         | Počet hlasů | na kandidátce | výsledné | Poznámka |
| ----------------------- | -------------- | ----------- | ------------- | -------- | -------- |
| Jiří Korec              | ANO            | 8 524       | 1.            | 1.       |          |
| Pavel Brada             | ANO            | 7 980       | 2.            | 2.       |          |
| Miriam Chmelová Holbová | ANO            | 7 768       | 3.            | 3.       |          |
| Michal Čížek            | ANO            | 7 804       | 4.            | 4.       |          |
| Václav Kovář            | ANO            | 7 664       | 5.            | 5.       |          |
| Jana Bazelová           | nestr. za ANO  | 7 774       | 6.            | 6.       |          |
| Tomáš Krajíček          | ANO            | 7 674       | 7.            | 7.       |          |
| David Vychytil          | ANO            | 7 736       | 8.            | 8.       |          |
| Lucie Pluhařová         | ANO            | 7 667       | 9.            | 9.       |          |
| Martin Mlčák            | ANO            | 7 677       | 10.           | 10.      |          |
| Zdeněk Lacina           | nestr. za ANO  | 7 738       | 11.           | 11.      |          |
| Dana Kovaříková         | ANO            | 7 613       | 12.           | 12.      |          |
| Roman Kaňovský          | ANO            | 7 656       | 13.           | 13.      |          |
| Bronislav Janda         | nestr. za ANO  | 7 617       | 14.           | 14.      |          |
| Čestmír Vančura         | Z21            | 5 287       | 1.            | 1.       |          |
| Petr Sáha               | nestr. za Z21  | 4 680       | 2.            | 2.       |          |
| Tomáš Dudák             | Z21            | 4 438       | 5.            | 3.       |          |
| Kateřina Pešatová       | nestr. za Z21  | 4 365       | 3.            | 4.       |          |
| Jaroslav Juráš          | Z21            | 4 237       | 4.            | 5.       |          |
| Lukáš Trčka             | nestr. za Z21  | 4 208       | 6.            | 6.       |          |
| Martin Pášma            | Z21            | 4 371       | 7.            | 7.       |          |
| Tomáš Goláň             | ODS            | 4 782       | 1.            | 1.       |          |
| Pavel Konečný           | ODS            | 4 182       | 4.            | 2.       |          |
| Hynek Steska            | ODS            | 4 135       | 5.            | 3.       |          |
| Miroslav Chalánek       | ODS            | 3 995       | 2.            | 4.       |          |
| Martina Hladíková       | ODS            | 3 944       | 3.            | 5.       |          |
| Milan Foukal            | ODS            | 3 894       | 6.            | 6.       |          |
| Lubomír Traub           | ODS            | 3 852       | 7.            | 7.       |          |
| Pavel Sekula            | SPD            | 2 579       | 1.            | 1.       |          |
| Stanislav Skála         | SPD            | 2 334       | 2.            | 2.       |          |
| Monika Špalková         | SPD            | 2 331       | 3.            | 3.       |          |
| Břetislav Prchal        | SPD            | 2 299       | 4.            | 4.       |          |
| Aleš Dufek              | KDU-ČSL        | 2 314       | 4.            | 1.       |          |
| Michaela Blahová        | KDU-ČSL        | 2 208       | 3.            | 2.       |          |
| Vojtěch Volf            | KDU-ČSL        | 2 135       | 1.            | 3.       |          |
| Kateřina Francová       | nestr. za STAN | 2 786       | 1.            | 1.       |          |
| Ivo Mitáček             | nestr. za STAN | 2 267       | 5.            | 2.       |          |
| Pavel Simkovič          | nestr. za STAN | 2 203       | 4.            | 3.       |          |
| Jiří Robenek            | Piráti         | 2 070       | 1.            | 1.       |          |
| Jiří Jaroš              | Piráti         | 1 991       | 3.            | 2.       |          |
| Zuzana Fišerová         | Piráti         | 1 966       | 2.            | 3.       |          |

## Povolební uspořádání
| ANO · ANO · ANO · ANO · ANO · ANO · ANO · ANO · ANO · ANO · ANO · ANO · ANO · ANO | Z21 · Z21 · Z21 · Z21 · Z21 · Z21 · Z21 | ODS · ODS · ODS · ODS · ODS · ODS · ODS | SPD · SPD · SPD · SPD | KDU-ČSL · KDU-ČSL · KDU-ČSL | STAN · STAN · STAN | Piráti · Piráti · Piráti |